# De elfstedenstunt
De elfstedenstunt is een stripverhaal uit de reeks van Suske en Wiske dat werd geschreven door een scenario- en tekenteam onder leiding van Peter Van Gucht en Luc Morjaeu. Het werd gepubliceerd in De Standaard en Het Nieuwsblad van 3 januari 2008 tot en met 21 april 2008. De eerste albumuitgave dateert al van voor de publicatie, namelijk op 5 december 2007.

## Locaties
De vrienden volgen de route van de Elfstedentocht. Daarbij komen enkele bekende gebouwen en legenden voorbij:
- Leeuwarden – de Waag en de Oldehove
- Sneek – Waterpoort
- IJlst – bleektuintjes
- Sloten – kanonnen
- Stavoren – Vrouwtje van Stavoren (legende)
- Hindeloopen - schilderkunst
- Workum
- Bolsward - Stadhuis
- Harlingen - het zwaard van Grutte Pier
- Franeker - Raadshuis
- Dokkum - het bruggetje
- Woudsend - Molen "De Jager"

## Personages
In dit verhaal spelen de volgende personages mee:
- Suske, Wiske, Lambik, Jerom, professor Barabas, Froast en Hermine, Frisia (lentefee[1]), elf Ierdmannetjes (aardmannetjes), Grutte Pier, het Vrouwtje van Stavoren, meubelmaker I. Keja[2], sneeuwman.

## Uitvindingen
In dit verhaal speelt de teletijdmachine mee.

## Het verhaal
Het is erg warm in de zomer en Lambik zoekt verkoeling. Dan ziet hij een mannetje dat alles bevriest en hij zet de achtervolging in. Suske, Wiske en Jerom geloven hem niet, totdat ze bij professor Barabas aankomen en het laboratorium en de professor in bevroren toestand aantreffen. Professor Barabas wordt ontdooid en hij vertelt dat hij met de teletijdmachine meetapparatuur naar het verleden wilde flitsen. Hij wilde de Kleine IJstijd (vijftiende tot negentiende eeuw in Europa) onderzoeken, en met name een fenomenale natuurkracht die halverwege de achttiende eeuw vanuit Friesland Europa teisterde. Maar de teletijdmachine ging kapot en hij haalde per ongeluk een klein mannetje naar het heden. Het mannetje bevroor de professor voordat hij iets kon doen. Lambik springt het mannetje achterna en belandt zonder warme kleding in het koude Friesland van 1748. Suske, Wiske en Jerom gaan hem achterna, terwijl professor Barabas probeert de teletijdmachine te repareren, want naar het heden terugflitsen lukt niet meer.
Ze vinden Lambik in een boerderij en horen over Froast, de ijskoningin, die al jaren het land teistert. Ze houdt de lentefee Frisia gevangen en Suske en Wiske vinden haar als ze de volgende dag een vriezemannetje achtervolgen. Het is 20 maart, de dag voordat de lente aanbreekt, en Suske en Wiske kunnen de lentefee niet uit haar kooi bevrijden, want hiervoor is een sleutel nodig. De sleutel is door Froast veranderd in elf Ierdmannetjes, die over de elf Friese steden zijn verspreid. Alleen als de Ierdmannetjes met een vuursteentje worden geraakt, zullen ze weer in een sleutelstuk veranderen. Suske en Wiske krijgen tovermutsen, waardoor ze niet door de kou worden geraakt. Ze veranderen het eerste Ierdmannetje in een sleutelstuk en gaan naar Lambik en Jerom. Froast ziet op haar W-Internet dat het Ierdmannetje van Leeuwarden is verslagen en belt het Ierdmannetje van Sneek.
Het is te glad voor Jerom om langs alle steden te rennen in één dag en daarom besluiten de vrienden de tocht per schaats te maken, net als de Elfstedentocht die ook in één dag gereden wordt. Bij de Waterpoort van Sneek zien ze het tweede Ierdmannetje en Wiske belandt onder het ijs. Door haar muts overleeft ze het ongeluk en het Ierdmannetje wordt verslagen. Froast ziet dat het tweede mannetje veranderd is in een sleutelstuk en waarschuwt het Ierdmannetje van IJlst. De vrienden warmen zich in een Sneeker café en de mensen tonen bewondering voor hun lange tocht. Bij de bleektuintjes in IJlst wordt de muts van Jerom door een Ierdmannetje afgepakt, en Jerom wordt bevroren. Lambik achtervolgt het Ierdmannetje en verslaat hem bij een molen. Suske en Wiske brengen Jerom naar een bakker om hem te laten ontdooien.
Froast volgt alles via haar W-Internet en waarschuwt het Ierdmannetje van Sloten. Hij bestookt de vrienden met ijskogels vanuit een kanon, maar wordt toch verslagen. De vrienden worden gevangen door het Ierdmannetje van Stavoren, maar redt het Vrouwtje van Stavoren hen en hierdoor wordt ook dit Ierdmannetje verslagen. Ze hoopt met deze goede daad iets goed te maken voor haar daden in het verleden. In Hindeloopen vindt Wiske een Ierdmannetje bij meubelmaker I. Keja en ook deze wordt verslagen. Jerom is inmiddels ontdooid en gaat sneller dan Evert van Benthem langs de route. Op het IJsselmeer komen de vrienden een walvis tegen, maar Jerom komt op tijd om ze te redden. Als hij het beest weggooit, ontstaat een tsunami die door het Ierdmannetje van Workum wordt bevroren voordat er schade ontstaat. Dit Ierdmannetje wordt ook verslagen en de vrienden gaan verder naar Bolsward. Daar horen ze dat het Ierdmannetje richting Harlingen is vertrokken.
In Harlingen vallen de twee Ierdmannetjes met het zwaard van Grutte Pier de vrienden aan, en zelfs Jerom kan niet tegen het zwaard op. Als Suske en Wiske vertellen dat de Ierdmannetjes de echte vijanden van de Friezen zijn, valt het zwaard de Ierdmannetjes aan. De beide mannetjes worden ook omgetoverd tot sleutelstukken en Froast waarschuwt het Ierdmannetje van Franeker. Ze stuurt Hermine ook op pad. Bij het Raadhuis van Franeker zien de vrienden het Ierdmannetje en ook hij wordt veranderd in een sleutelstuk. Hermine is bij het Ierdmannetje van Dokkum aangekomen en daar maken ze een enorme sneeuwpop. Lambik redt Wiske net op tijd door zout op het sneeuwmonster te gooien, waardoor het smelt. Suske vindt het elfde Ierdmannetje en verandert hem in een sleutel, waarna alle sleutelstukjes samengevoegd worden tot één sleutel.
Met de sleutel schaatsen de vrienden naar Leeuwarden, maar daar laat Froast een vreselijke storm beginnen. De Oldehove wordt bijna omvergeblazen, en Jerom houdt hem net op tijd tegen. Suske en Lambik gaan op weg naar Frisia, terwijl Wiske achterblijft. Maar Froast verslaat Suske en Lambik en de elf Ierdmannetjes worden weer over de elf Friese steden verspreid. Dan verschijnen groene blaadjes aan de bomen, de vrienden hebben met de hulp van een kaarsenmakerij van ijs een duplicaat van de sleutel gemaakt en hiermee is Frisia inmiddels bevrijd. Froast is verslagen, de lente begint. Froast sluit vrede met haar zus Frisia. Ze waarschuwt nog wel dat de mensen het haar niet makkelijk maken om het te laten vriezen met alle milieuvervuiling.
Inmiddels heeft Professor Barabas de teletijdmachine gerepareerd en de vrienden worden naar hun eigen tijd geflitst, maar de Oldehove staat nog steeds scheef.

## Uitgaven

### Achtergronden bij de uitgaven
- De eerste publicatie vindt plaats in de dagbladen De Standaard en Het Nieuwsblad met 2 stroken per dag vanaf 4 januari 2008. Hieraan voorafgaand is op 3 januari 2008 de gebruikelijke aankondiging.
- Het album is ook in het Fries vertaald door Afûk in opdracht van de provincie Friesland en is zo het vierde Friese album[8].
  - "Froast" is het Friese woord voor "Vorst".
  - In de Friese vertaling hebben enkele personages een Friese naam:
    - Het "vriezemannetje" wordt het "froastmantje" genoemd
    - De "Ierdmannetjes" heten "Ierdmantjes"
    - Het "vrouwtje van Stavoren" heet het "wyfke van Starum"
    - De "sneeuwman" is een "snieman"

  - In het Friese album zijn de elf steden met de Friese naam weergegeven:
    - Leeuwarden met de Oldehove is Ljouwert met de Aldehou
    - Sneek is Snits
    - IJlst is Drylts
    - Sloten is Sleat
    - Stavoren is Starum
    - Hindeloopen is Hylpen
    - Workum is Warkum
    - Bolsward is Boalsert
    - Harlingen is Harns
    - Franeker is Frentsjer
    - Dokkum is gewoon Dokkum
    - Het IJsselmeer is het Iselmar

  - Er zijn nog twee albums vertaald in het Fries, namelijk De goalgetter (voetbalclubs sc Heerenveen en Cambuur) en It woelige waad (De woelige wadden).